# Тис, Филипп
Филипп Тис (нидерл. Philippe Thys; 8 октября 1890, Андерлехт — 16 января 1971, Андерлехт) — бельгийский велогонщик, первый трёхкратный победитель Тур де Франс.

## Биография
Родился 8 октября 1890 года в Андерлехте.
Выиграл первый бельгийский национальный чемпионат по велокроссу в 1910 году.
Тис выиграл свой первый Тур де Франс в 1913 году, в 22 года. На финише в Париже он был первым с преимуществом чуть более двух минут. Второй раз победил в Тур де Франс в 1914 году, в третий раз после Первой мировой войны в 1920 году. Только в 1955 году Луисон Бобе сравнялся с его результатом, а в 1963 году Жак Анкетиль установил новый рекорд — 4 победы. Тис принимал участие в Тур де Франс 1922 года, где выиграл пять этапов, и два этапа в 1924 году.
Филипп Тис — первый велосипедист, надевший жёлтую майку как идентификатор лидера Тур де Франс по предложению своего менеджера Альфонса Боже. Официальный свой статус она приобрела позже — в 1919 году. Первым официальную жёлтую майку носил француз Эужен Кристоф.
Умер 16 января 1971 года.